# Austin 10
L'Austin 10 est une automobile construite par Austin entre 1932 et 1947. Lancée le 19 avril 1932 et fut le modèle Austin le plus vendu durant les années trente, dont la production continua, avec de sérieuses améliorations, jusqu'en 1947. Elle se situait entre le modèle "baby" Austin Seven introduit en 1922 et leurs Austin Twelve qui furent améliorées en 1931.

## Design
Le design de la voiture était très conservateur avec une carrosserie en acier embouti sur un châssis en longerons croisés. Le châssis fut conçu pour donner une hauteur moindre à la voiture en s'abaissant de 70 mm entre les deux axes. Le moteur quatre cylindres de 1125 cm³ à soupapes de côté produisant 21 ch entraînait les roues arrière à travers une boîte de vitesses à quatre rapports. La direction était effectuée par une vis sans fin sur l'axe du volant. La suspension était constituée de ressorts semi-elliptiques montés sur des silent-blocs et amortis par des amortisseurs à friction. Les freins sur les quatre roues étaient reliés par câble et tige à la pédale ou au levier manuel situé sur le côté du levier de vitesse. Le système électrique était à six volts. La première année seulement, un modèle berline à quatre portes fut proposé en deux versions. Le modèle de base coûtait £155 et était capable d'atteindre 89 km/h avec une consommation de 8,3 litres aux 100 km ; Il fut rapidement suivi par les modèles "Sunshine" et "De-Luxe" avec toit ouvrant et sellerie de cuir pour £168. Ils étaient munis de pare-chocs,. Le châssis était proposé à £120.

Les premières Tens
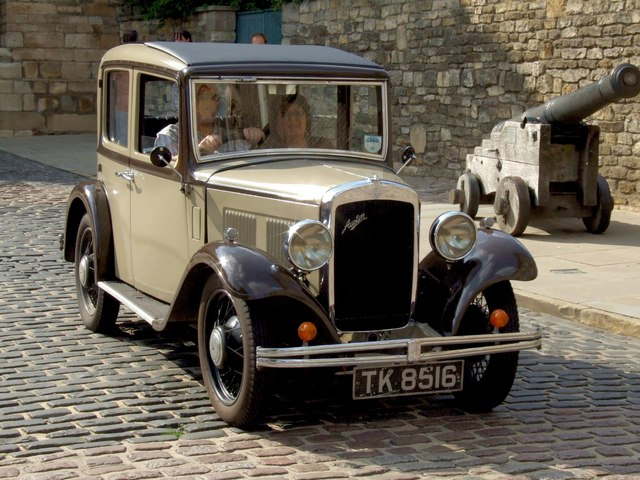
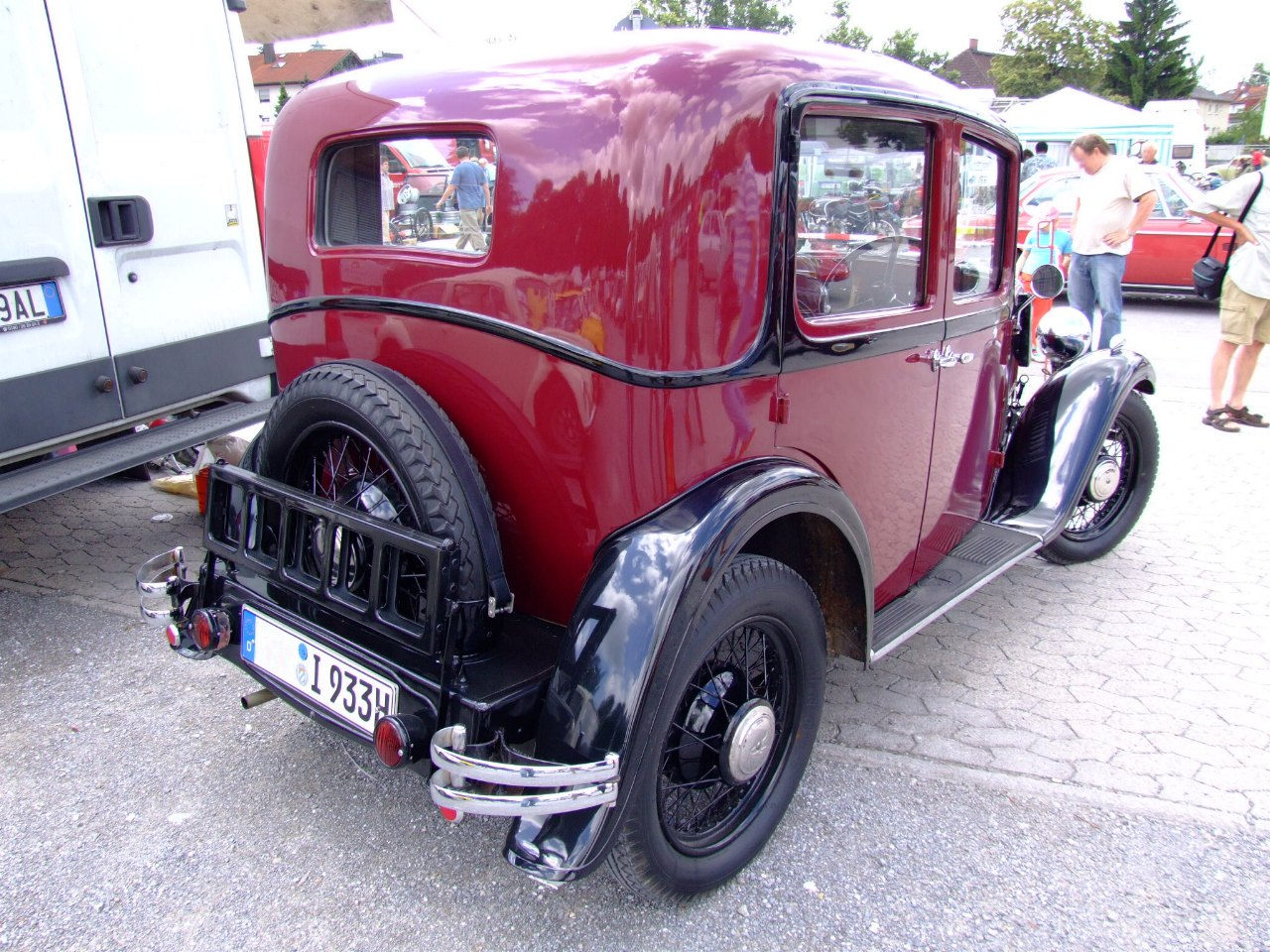
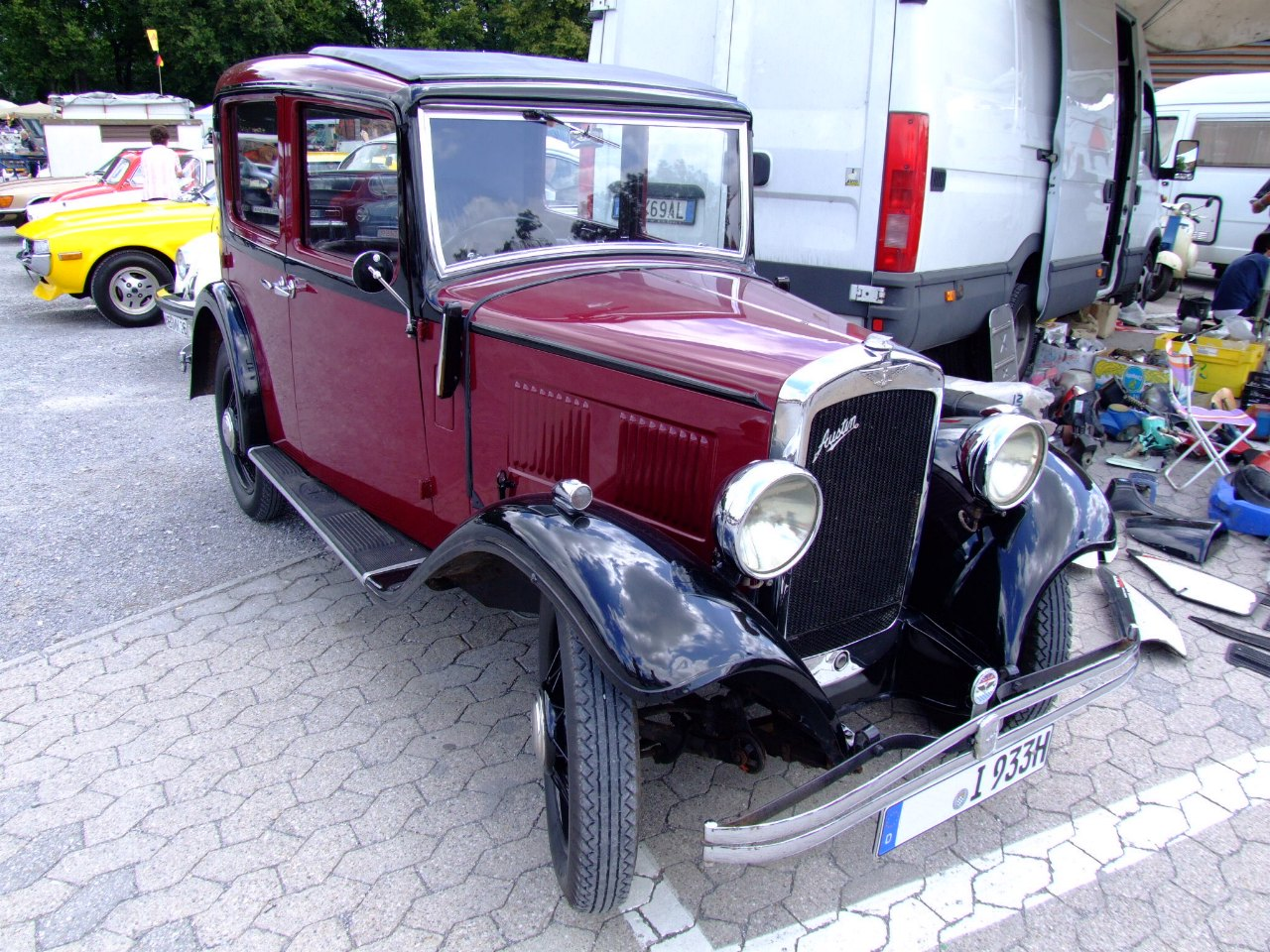

## Test routier
« La vitesse la plus confortable est certainement 89 km/h malgré le fait que dépasser le 80 demande de la distance et de la persuasion. 48 à 56 est une vitesse de croisière aisée consommant peu... La voiture accélère aisément et tient bien la route. Le moteur bien équilibré et silencieux est plus vivant que certaines Austin… La suspension gagnerait probablement en souplesse avec des amortisseurs hydrauliques. À l'avant on voyage confortablement et la voiture est indubitablement stable. »
Motoring Correspondent, The Times,

Variantes
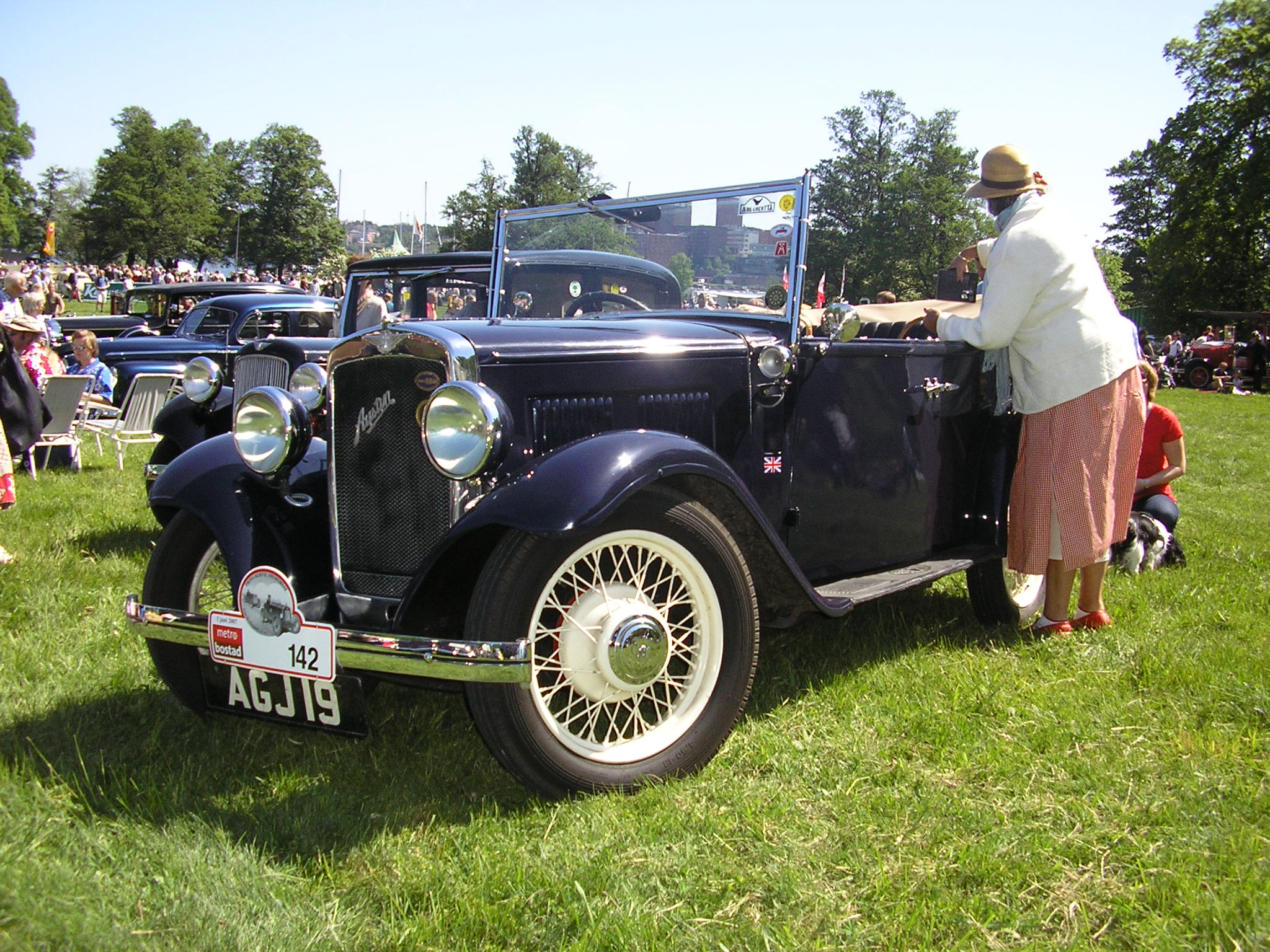
Open Road tourer
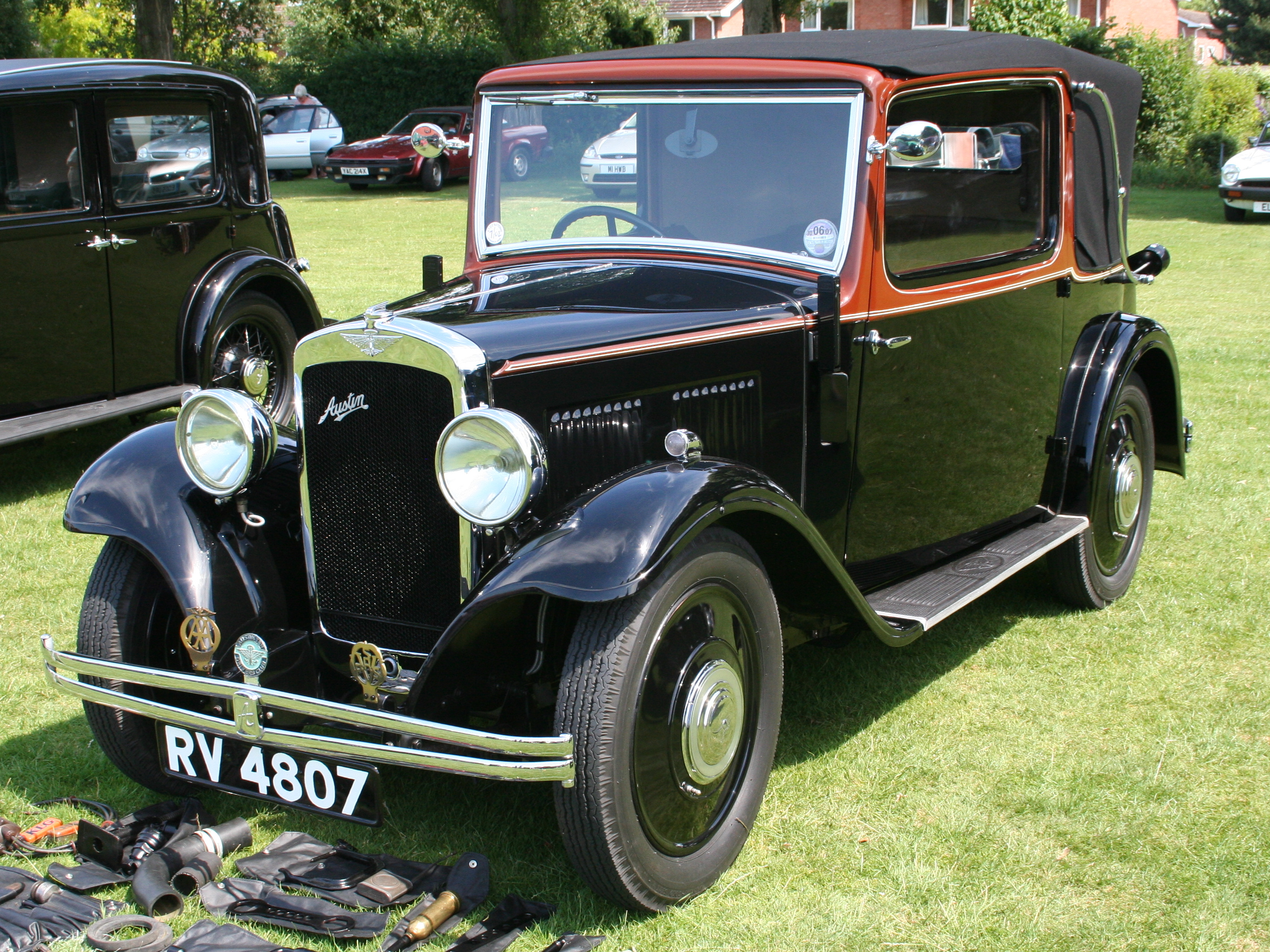
Colwyn cabriolet
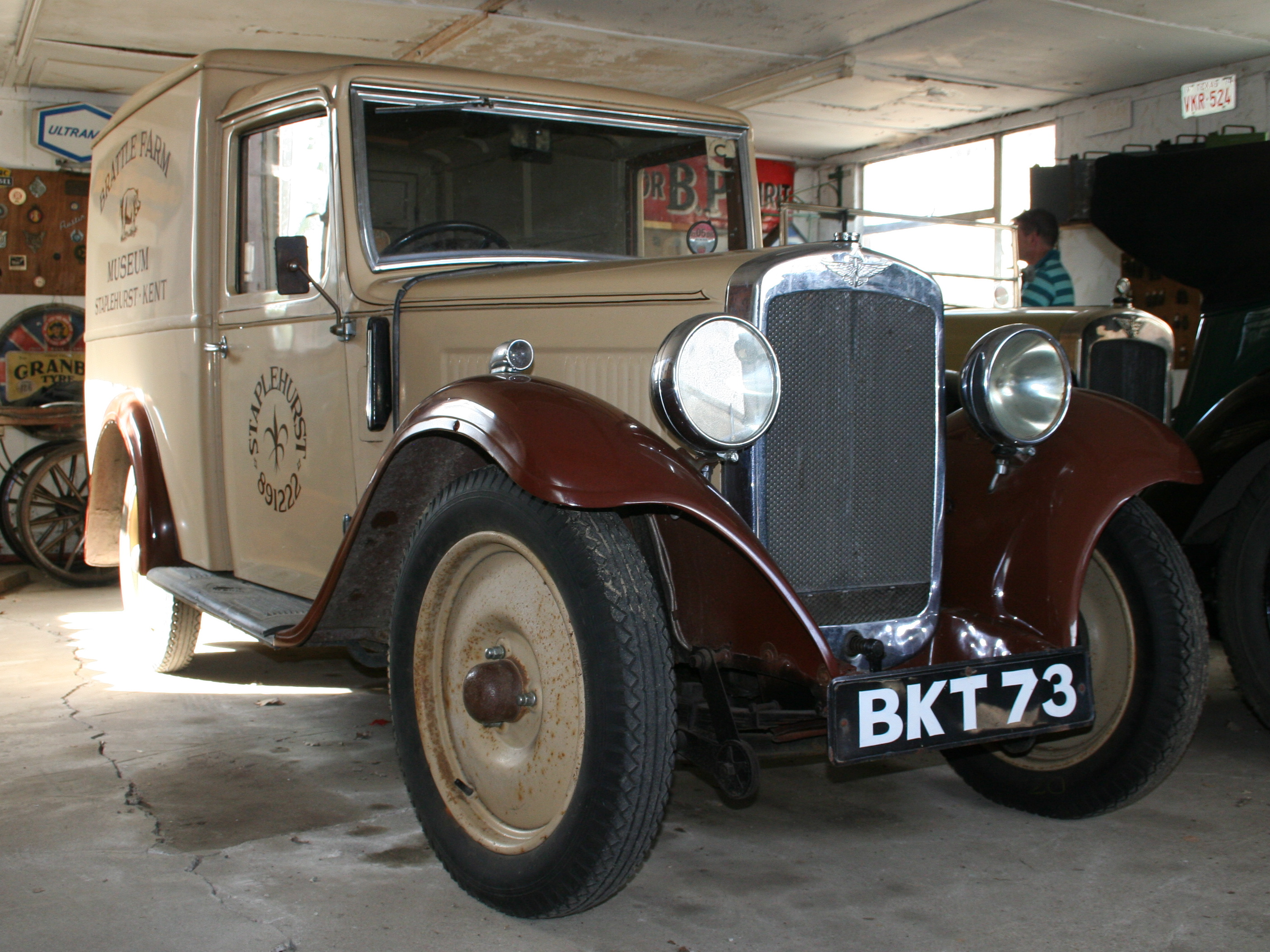
van

1933 vit les berlines rejointes par une deux-places ouverte ou Open Road tourer, une Colwyn cabriolet et une camionnette. Un modèle "sport", le 105 km/h, 30 ch Ripley rejoint la gamme en 1934. Les améliorations mécaniques pour 1934 incluent un châssis plus rigide, synchronisation sur les deux vitesses supérieures et un système électrique 12 volt.

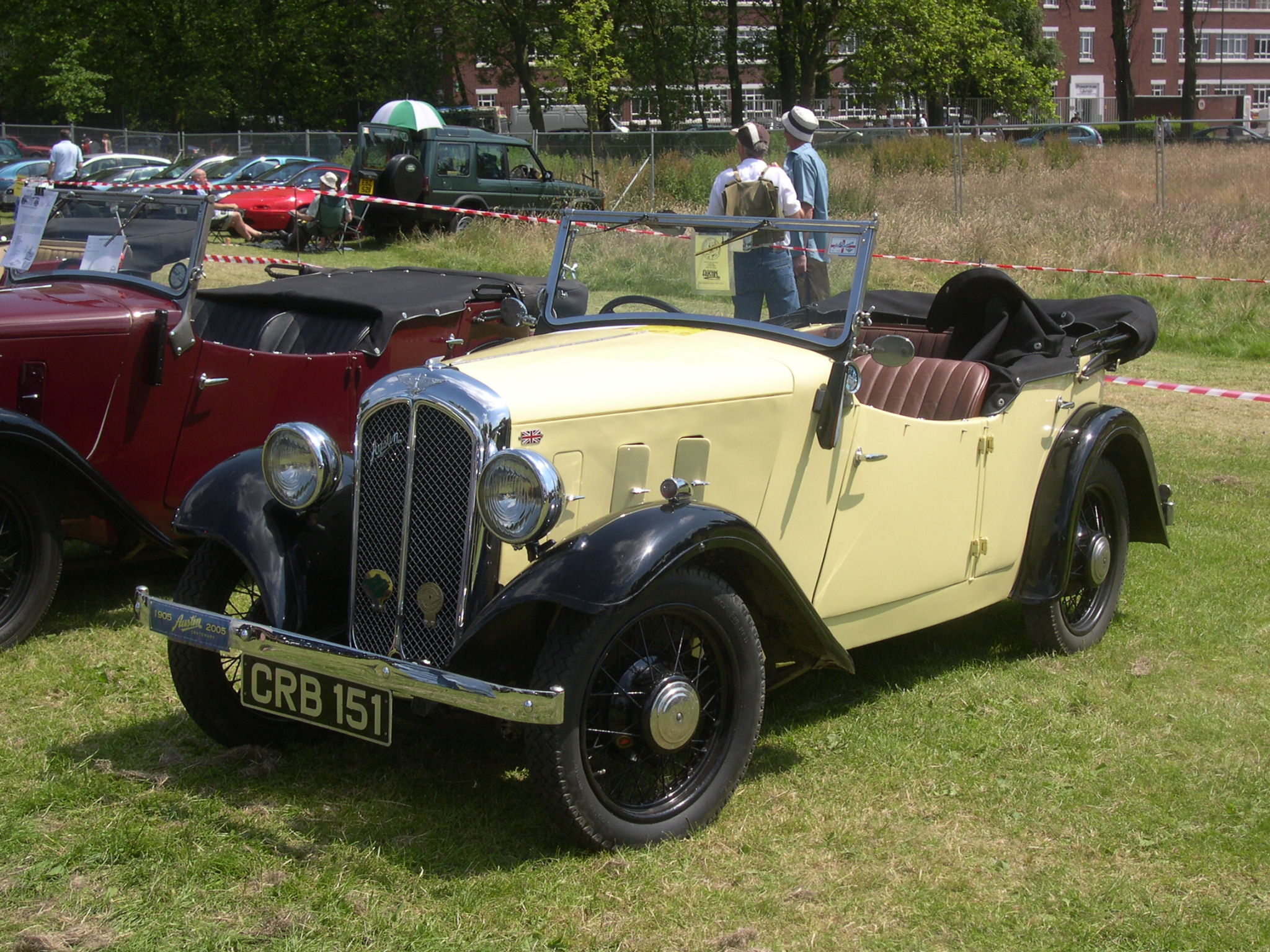
Ripley sports tourer, 1934.

La Ripley était un gros coupé quatre portes avec portes avant abaissées, sans marchepieds. L'amélioration de l'alimentation à carburateurs Zenith, les collecteurs et arbre à cames révisés améliorent la puissance du moteur à 30 ch.
La gamme Austin comporte maintenant cinq voitures "de sport" :
- Seven : Deux places ouvertes Speedy et Nippy
- Ten-Four : cabriolet Ripley
- Light Twelve-Six : cabriolet Newbury et sports saloon Kempton[5]

## Lifting pour 1935
Le premier changement de style survint en août 1934 avec un changement du radiateur lorsque le capot plaqué a été peint couleur de la carrosserie et a reçu une légère pente. La synchronisation Synchromesh  fut ajoutée à la deuxième vitesse, ainsi que deux essuie-glace affleurants commandés au volant et un interrupteur de phares au pied furent ajoutés. Le contrôle du moteur fut simplifié par l'ajout d'un allumage à avance automatique, un contrôleur de tension compensé, et l'ajout d'un choke limitant l'arrivée d'air pour faciliter les démarrages à froid. La berline fut nommée Lichfield et reçut une saillie contenant la roue de secours. En 1935, les amortisseurs à friction furent remplacés par des amortisseurs hydrauliques.
| 1936     | Lichfield saloon | Colwyn cabriolet | Open Road tourer | Clifton two-seater | Ripley sports tourer |
| -------- | ---------------- | ---------------- | ---------------- | ------------------ | -------------------- |
| Longueur | 3 530 mm         | 3 530 mm         | 3 530 mm         | 3 581 mm           | 3 505 mm             |
| Largeur  | 1 397 mm         | 1 397 mm         | 1 397 mm         | 1 397 mm           | 1 372 mm             |
| Hauteur  | 1 625 mm         | 1 625 mm         | 1 651 mm         | 1 651 mm           | 1 575 mm             |

Berlines Lichfield, un cabriolet et un tourer
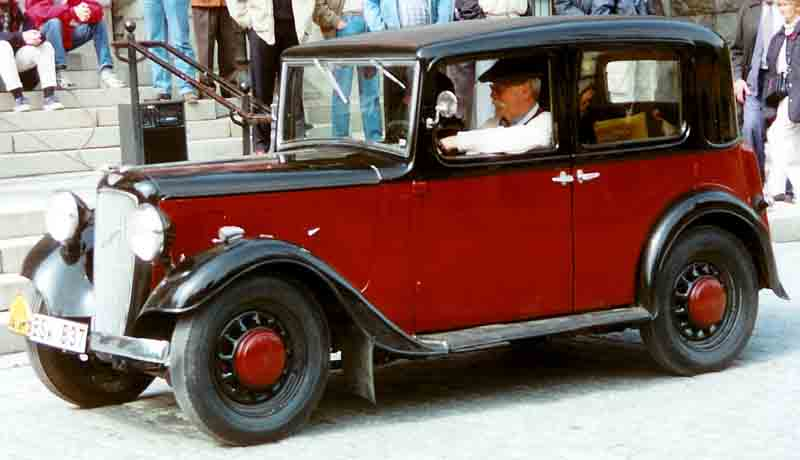
Berline quatre portes Lichfield 1935
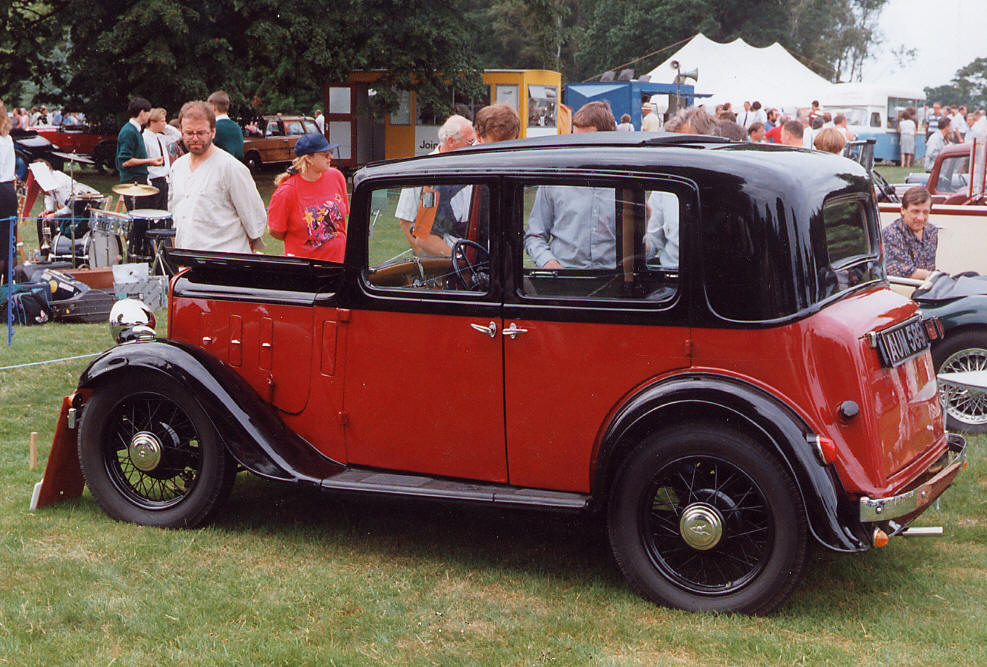
Berline Lichfield avec nouvel arrière
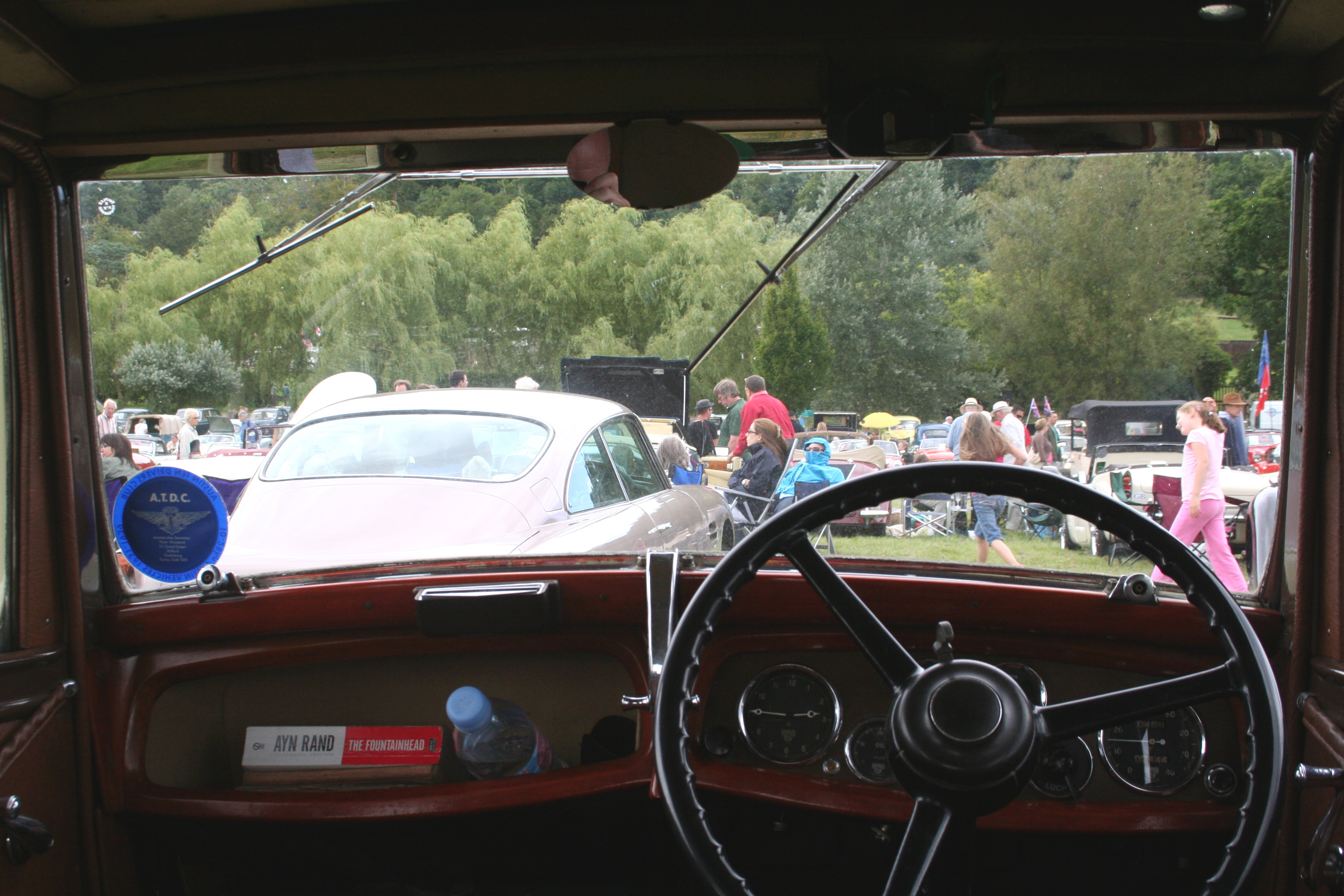
Lichfield interieur
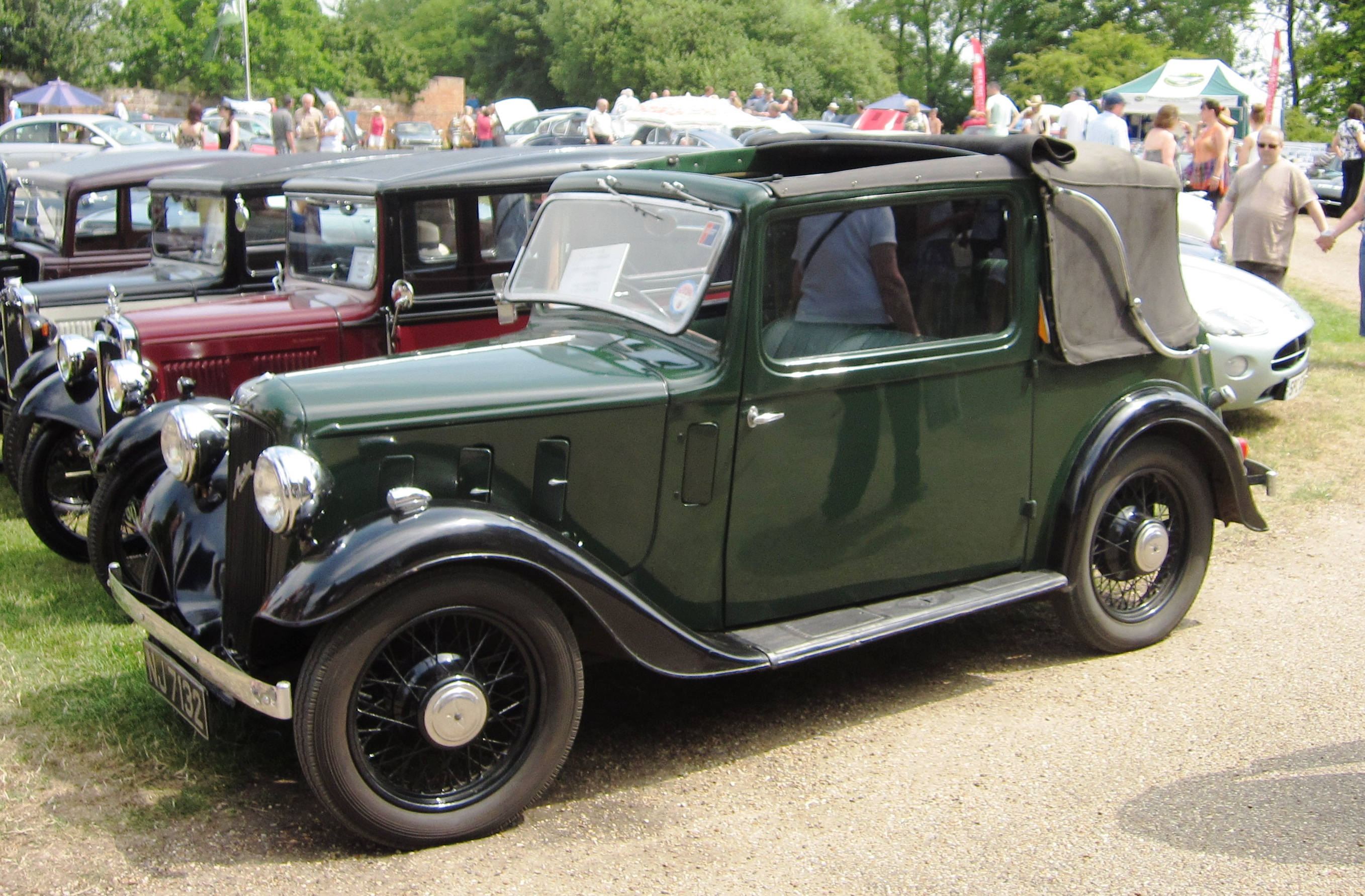
cabriolet Colwyn  1935
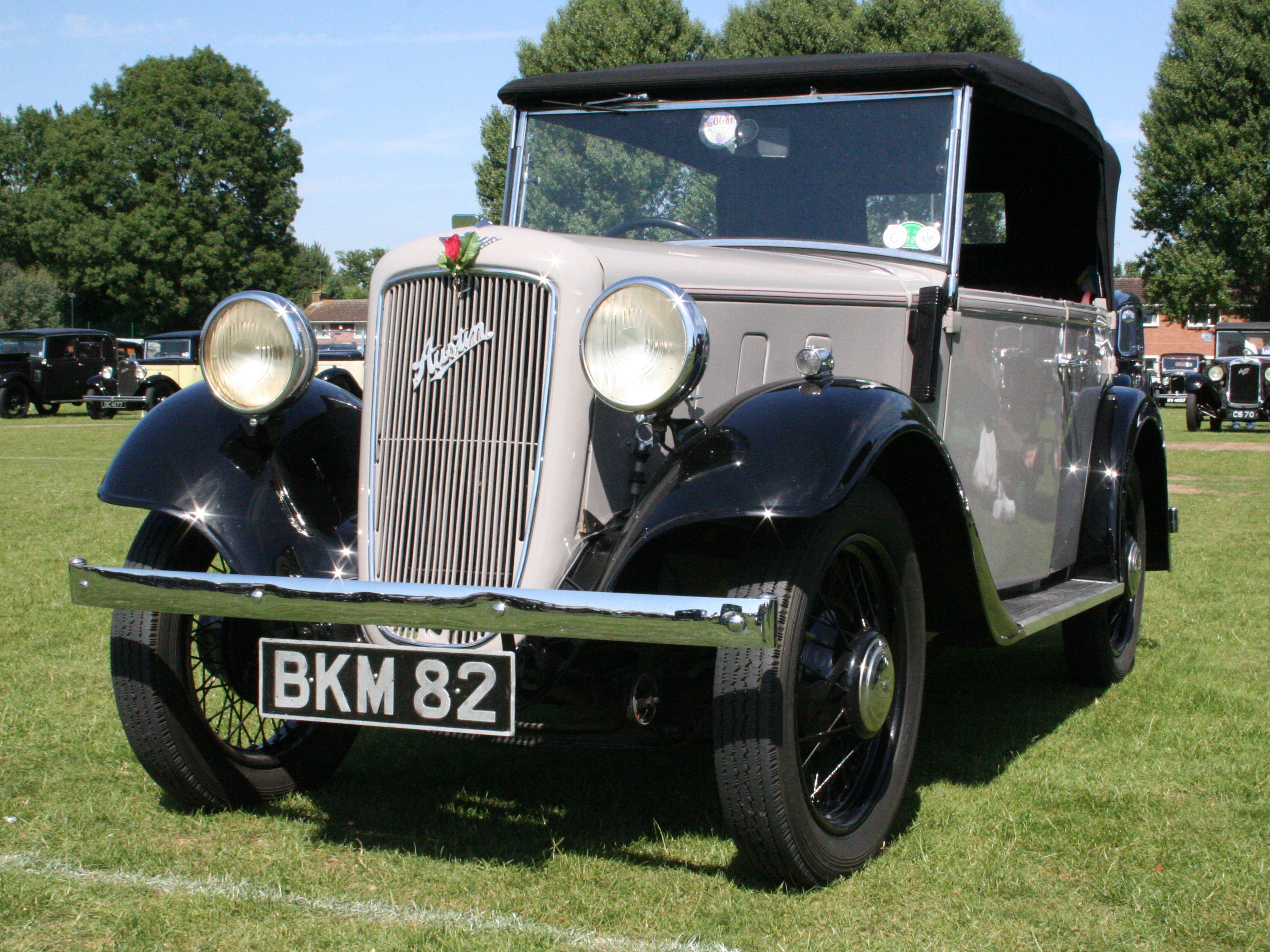
Open Road tourer 1934

## Six-lightSherborne

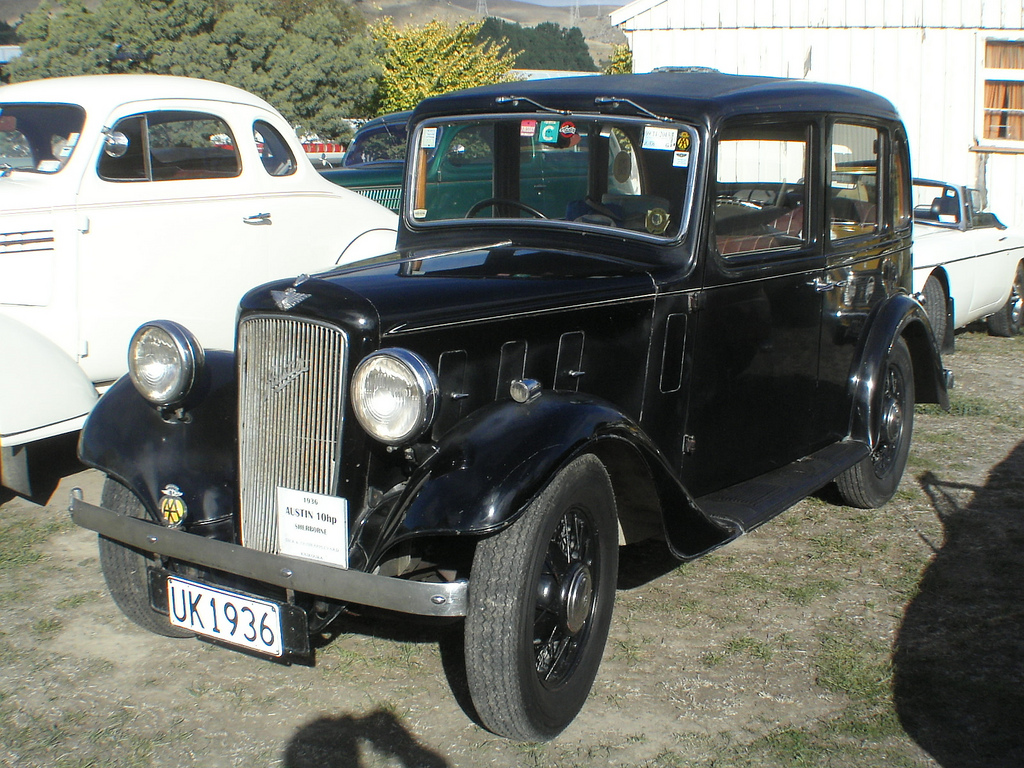
Avant d'Austin 'Airline'.

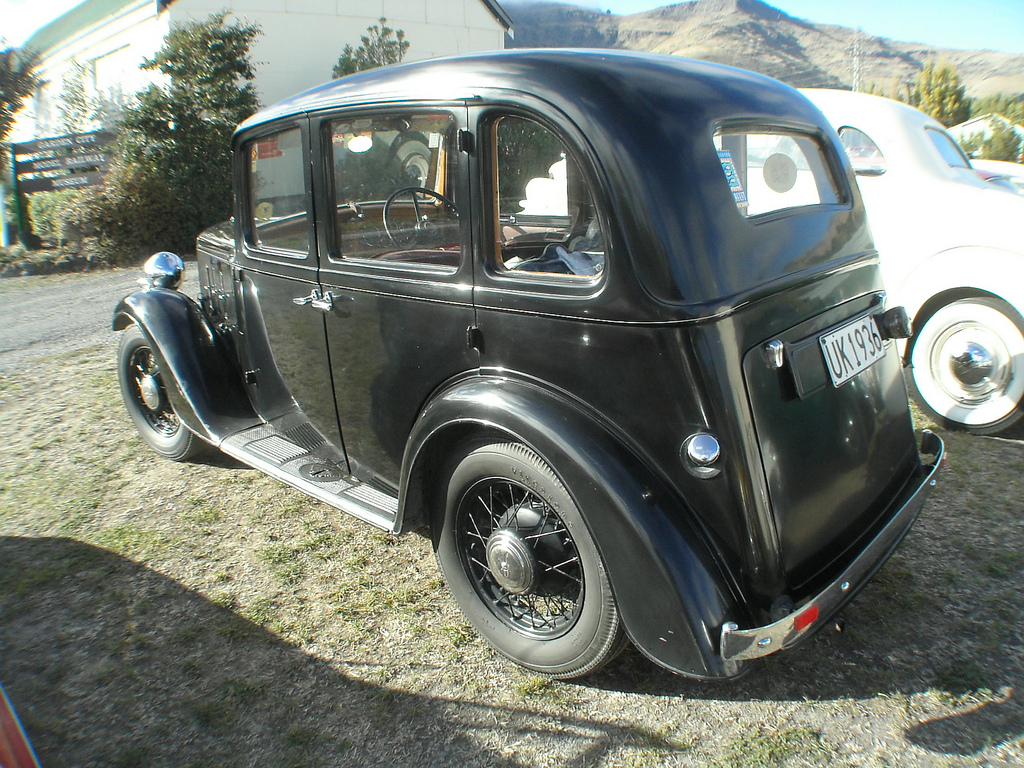
'Airline', arrière.

Une nouvelle Six-Light (six légère) munie de trois fenêtres de chaque côté (une derrière la porte arrière) Sherborne fut ajoutée en janvier 1936 avec la ligne de toit sans interruption à l'arrière, le style 'Airline' à la mode du moment. Les nouveaux sièges étaient très profonds à l'arrière, et munis d'accoudoirs. La nouvelle Sherborne avec toit fixe ou coulissant était proposée £10 plus chère que l'équivalent Lichfield.
Les portières avant s'ouvraient à l'arrière, ce qui était considéré comme plus sûr, la direction se fait dorénavant par un boîtier de direction dans lequel le volant entraîne une vis sans fin qui s'engrène sur un secteur denté, solidaire d'un axe portant la biellette et transmettant le mouvement aux roues. L'essayeur sur route décrivit dans The Times une voiture « d'une nature laborieuse » et « stable » et fait savoir que sa fiabilité et sa simplicité ont compensé un manque de raffinement. La voiture pesait 864 kg, comparée à la  Lightfield de 787 kg.

## Nouvelle carrosserie pour 1937

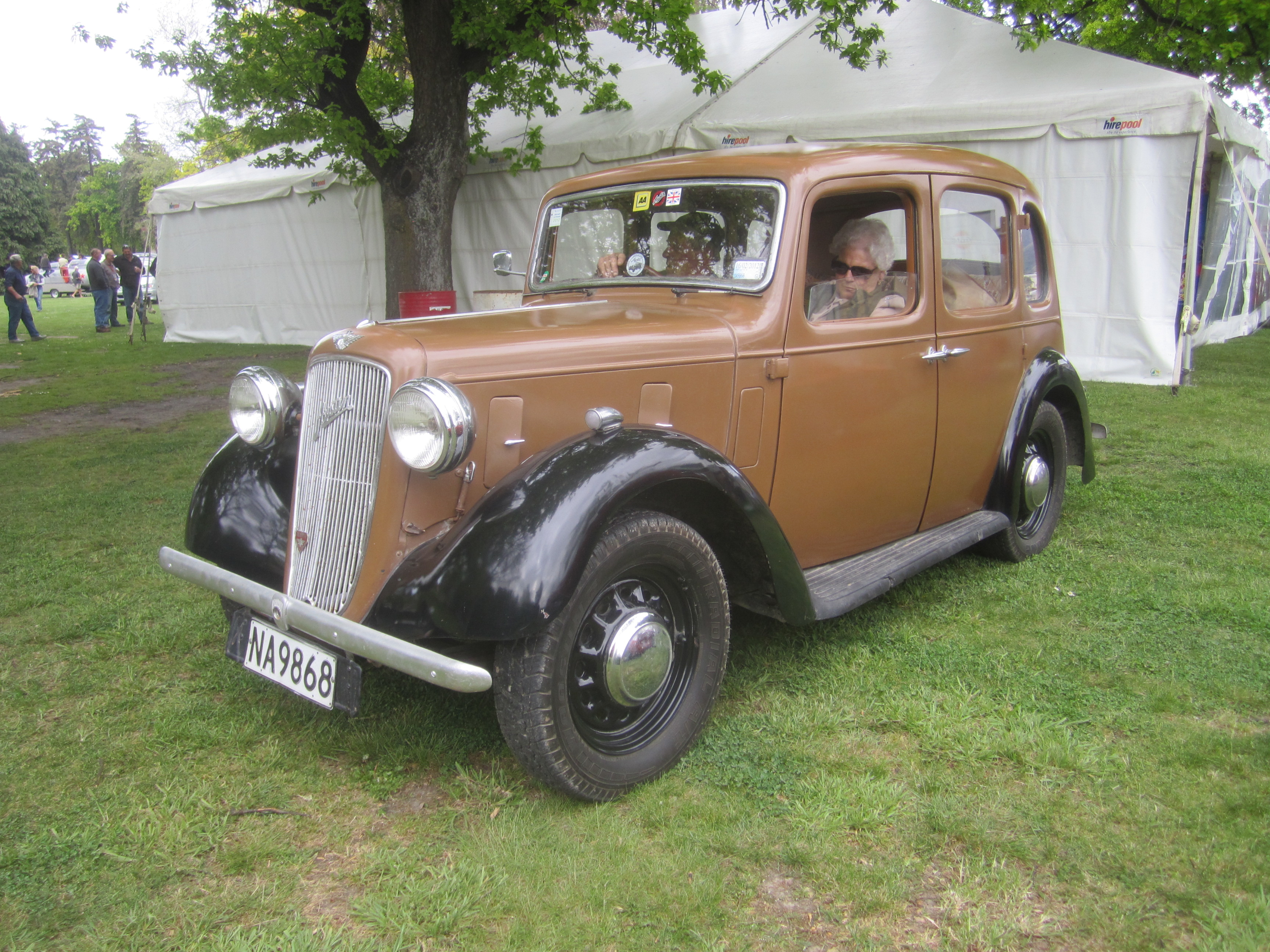
Cambridge berline 4 portes 1938
in Waimate, Canterbury.

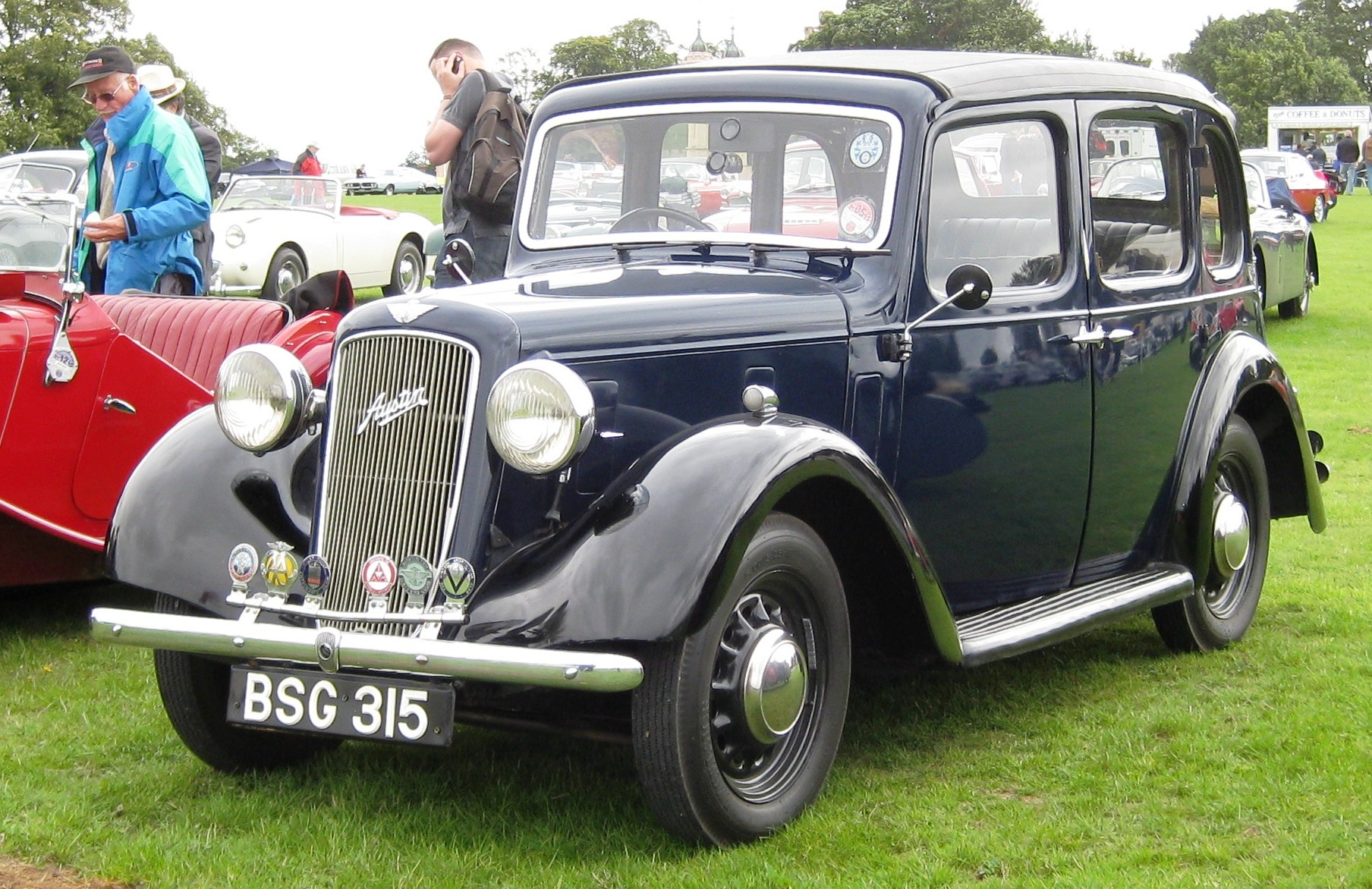
Conway cabriolet 4 portes 1938
in Cambridgeshire.

Un grand changement survint en décembre 1936 avec les rationalisations des berlines Cambridge et cabriolets Conway.
Comparé aux voitures précédentes, le moteur et les occupants se trouvent plus en avant, le siège arrière se trouvant dorénavant devant l'essieu. Il y avait six fenêtres latérales comme sur la Sherborne et les feux de position devinrent fixes.
Comme sur la Sherborne, les portes avant s'ouvrent vers l'arrière. À l'arrière, il y avait maintenant un compartiment assez grand pour prendre un coffre, ainsi que plus de bagages sur la porte du compartiment lorsqu'elle est abaissée.
Un nouvel embrayage à plaques lisses avec ressort d'entraînement est désormais employé, les deux anneaux de friction portés par la plaque centrale ayant été maintenus séparées par des ressorts à lames. D'autres changements comme les freins  Girling avec coin et rouleaux d'expansion de la plaquette et la compensation de la balance à l'aide des barres de fonctionnement en tension avec compensation automatique entre les quatre freins avant et arrière qui pouvaient être actionnés à la main ou au pied. Les tambours étaient maintenant de 9 pouces de diamètre. Les roues à disque en acier de 16 pouces ont remplacé les roues à fils de 18 pouces. La vitesse de pointe passe maintenant à 97 km/h.
L'empattement est rallongé de 20 mm et le poids du véhicule devint 940 kg.
The Times, après avoir essayé une voiture, publia des commentaires favorables à propos du nouvel embrayage, en disant qu'aucune Austin n'avait été si douce auparavant et ajoute que la voiture est "construite pour un usage économique courant plutôt que pour la vitesse ou la brillance".
Ces changements n'apparaissent pas sur les cabriolets, qui ne comprennent plus le modèle Ripley sport, jusqu'en 1938 lorsque la Cambridge et la Conway sont équipées de culasses en aluminium permettant une meilleure compression.

## Construction en semi-coque pour 1940

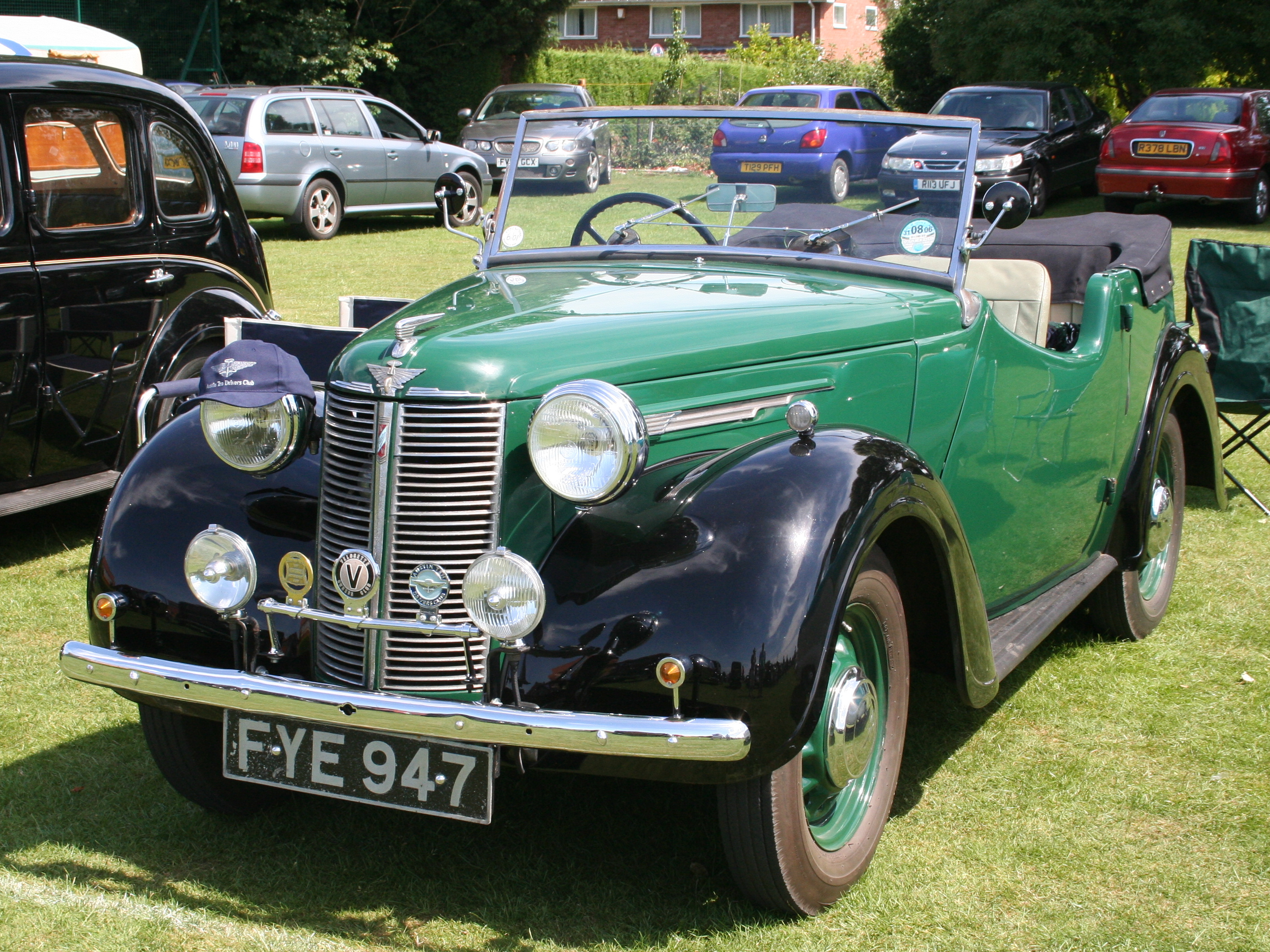
tourer fin 1939
avec radiateur alligator.

Une véritable nouvelle voiture est lancée en mai 1939 avec une construction de carrosserie incluant le plancher, offrant maintenant une structure demi-coque. La voiture fut entièrement redessinée par l'argentin Dick Burzi qui, venant de Lancia, rejoignit Austin en 1929. Le capot s'articule à l'arrière, en remplacement du type à ouverture latérale sur l'ancienne voiture, et la calandre est devenue arrondie. Il n'y avait pas de cabriolet. Elle est maintenant disponible en berline quatre portes avec toit fixe ou coulissant, ou comme tourer sportif à quatre places.
Le nouveau châssis était constitué d'une plate-forme entourée de portions reliés par des profils en U renversés courant le long de chaque côté. La carrosserie était alors boulonnée, et non pas soudée, alternativement au-dessus et en dessous de ces chemins. La partie avant était renforcée par des longerons diagonaux et le centre par le tunnel de transmission. Les fenêtres étaient maintenant en verre renforcé. Les cylindres à tête d'aluminium permettent au moteur de produire 32 ch à 4 000 tours par minute. Les amortisseurs sont hydrauliques et de type à double piston. Les pare-chocs ont maintenant des butoirs et le système électrique est de 12 volts.
Nouvelles dimensions :
Voie avant et arrière : 1194 mm et 1220 mm

Les hauteurs, longueurs et largeurs sont : 1626 mm, 4013 mm, et 1473 mm,

## Seconde Guerre mondiale

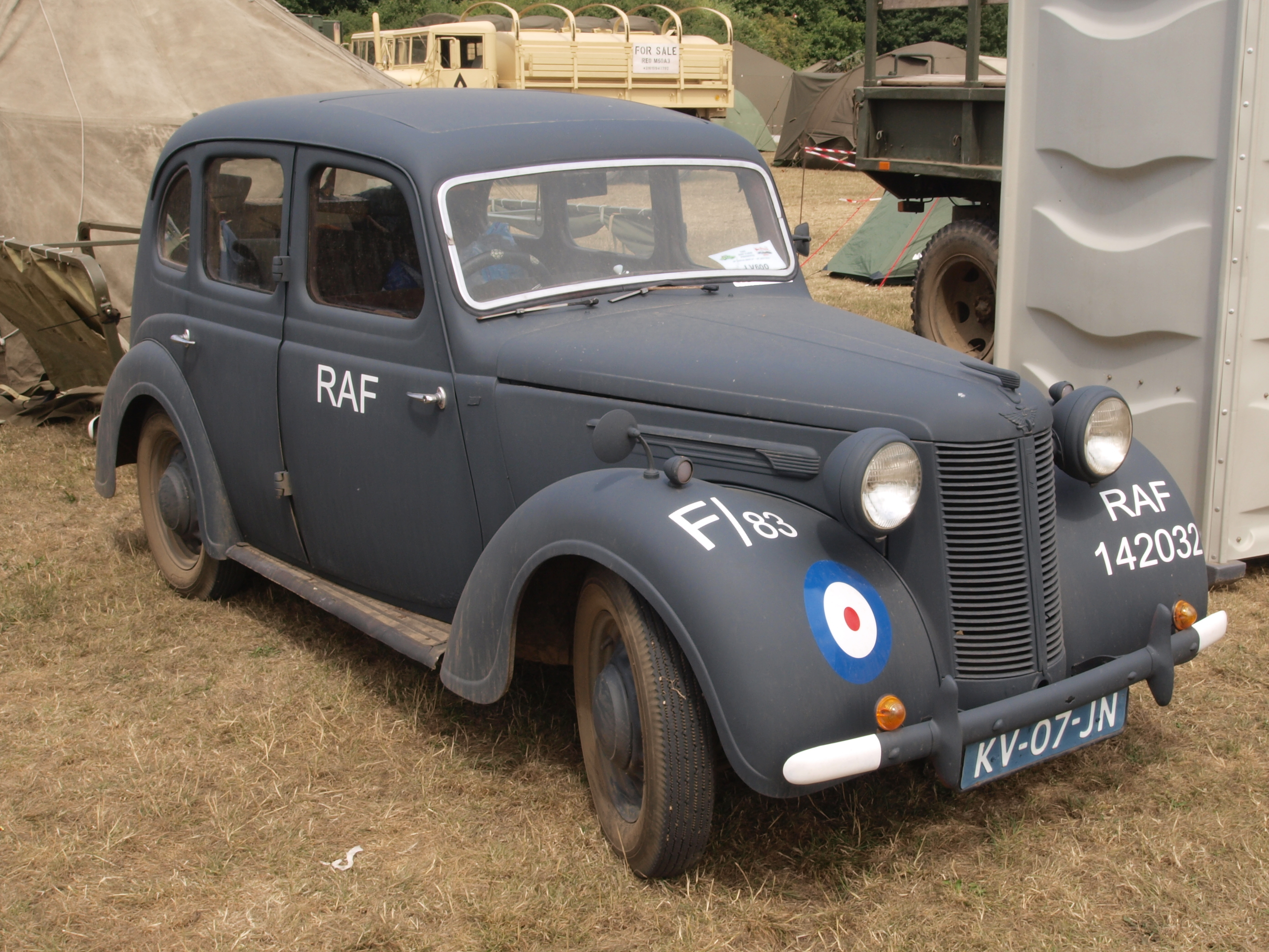
RAF 1944.

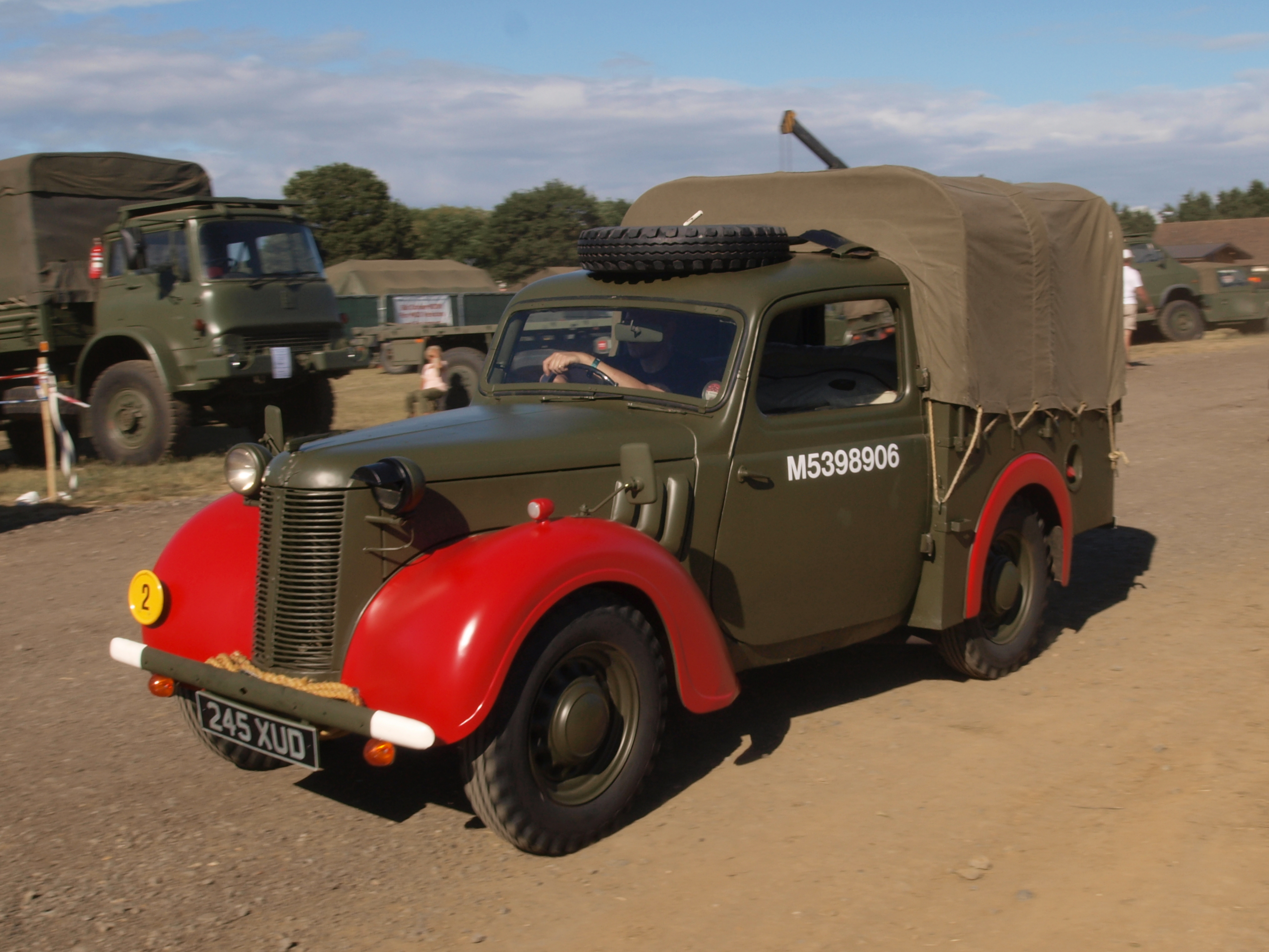
Tilly.

Malgré le déclenchement de la Seconde Guerre mondiale, la production de la Ten continue en grand nombre ; il n'y a plus de tourer mais des camionnettes. En tout, durant la guerre, 53 000 berlines, camionnettes et utilitaires furent construits, les derniers non officiellement nommés "Tillies".

## Après-Guerre

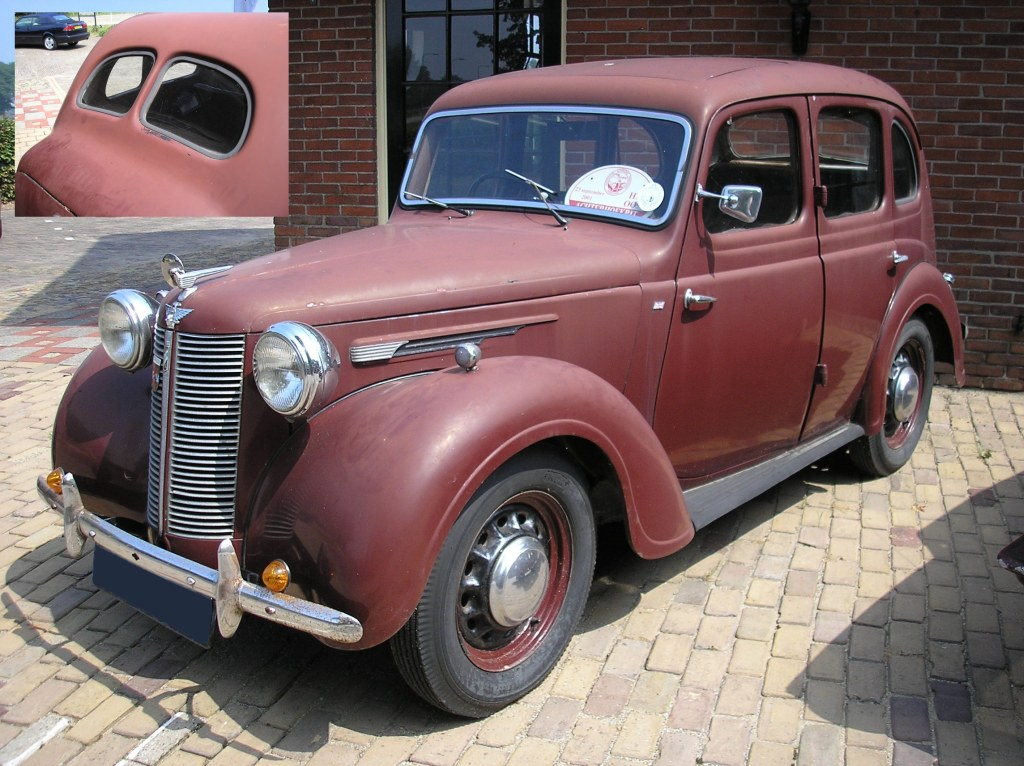
Ten GS 1 saloon 1946
livrée en Hollande.

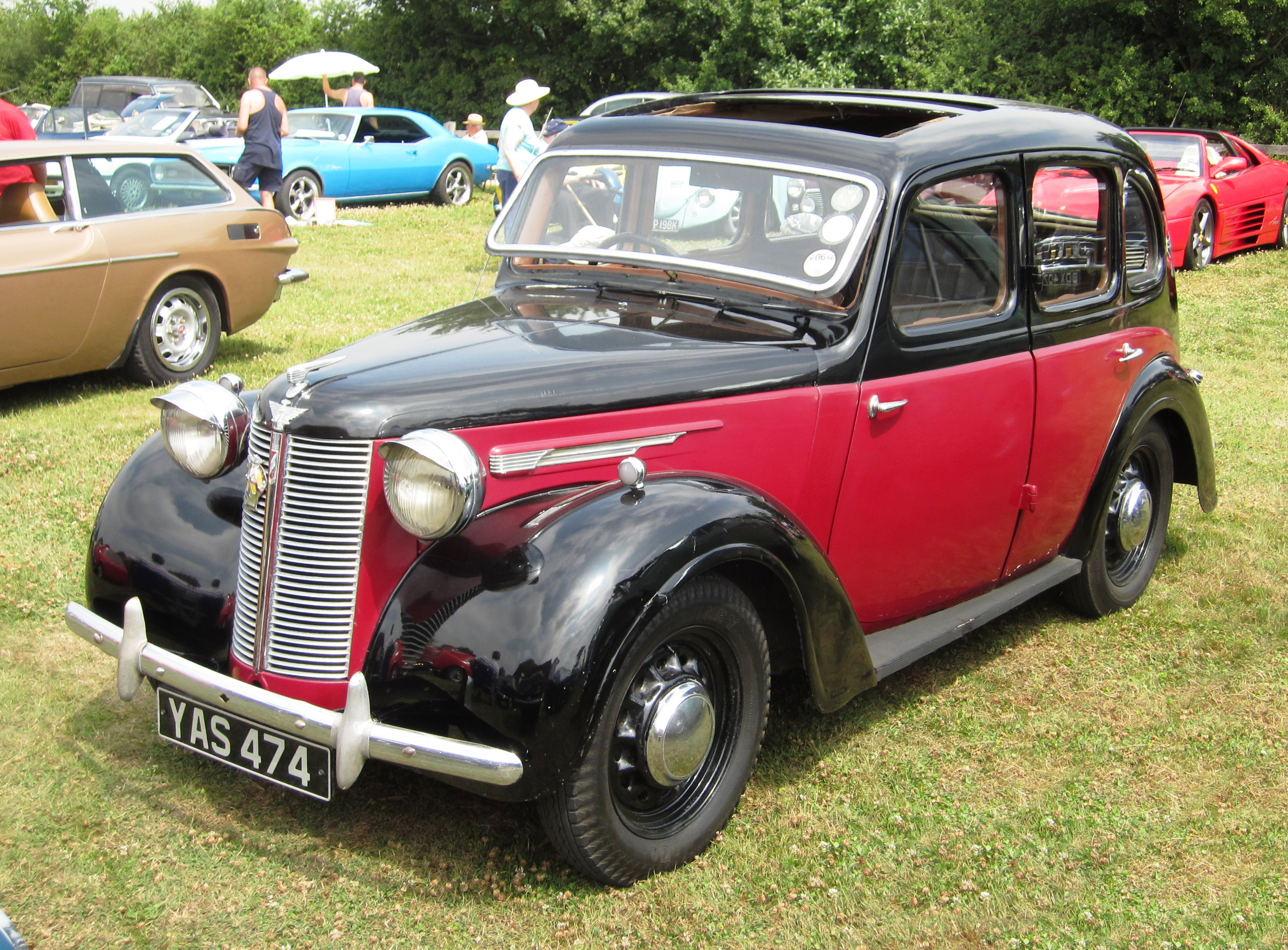
Ten immatriculée en mai 1947

Le changement de la production civile a immédiatement suivi la fin de la guerre, mais la plupart des véhicules furent exportés, dû à la crise financière, et le premier véhicule arriva aux États-Unis en juillet 1945. En septembre 1945, les premières berlines produites après-guerre à arriver en Suisse furent deux Austin Ten venant d'Angleterre.
La berline fut encore produite jusqu'en octobre 1947 avant d'être remplacée par la A40. La camionnette réapparut aussi après-guerre avec un moteur un peu plus gros de 1237 cm³.

## Opérateurs militaires
- British Army, Royal Navy, Royal Air Force